# Roofing-filter
Et roofing-filter er et filter, der bruges i en superheterodynsystem (fx i en kortbølgemodtager og kortbølgetransceiver) med mere end en mellemfrekvens. Et roofing-filter findes efter den første mikser. Målet med et roofing-filter er at begrænse båndbredden fra første mellemfrekvens (1. MF). Stærke signaler uden for radiokanalen, som kan forårsage overstyring og dermed forvrængning og intermodulation af de følgende forstærkertrin og miksere. Herudover kan disse trin blive signalmæssigt blokeret.
Til generel amplitudemodulation er en båndbredde omkring 6–20 kHz acceptabelt. Modtagerens effektive båndbredde bestemmes ikke af roofing-filteret, men for det meste af et efterfølgende krystalfilter, mekanisk filter eller DSP-filter i en senere mellemfrekvens. Disse filtre tillader en meget bedre filtreringskurve end et roofing-filter, som ofte bruger en høj første MF over 40 MHz. Roofing-filteret er normalt krystal- eller keramiske filtertyper.
Til mere krævende anvendelser som at lytte til svage CW- eller SSB-signaler kræves der et roofing-filter, der giver en mindre båndbredde, der passer til signalmodtagelsen. 250 Hz, 500 Hz eller 1,8 kHz (for SSB) ville være acceptable båndbredder. Disse smalle filtre kræver, at modtageren bruger en første MF et godt stykke under VHF-området, måske 9 eller 11 MHz.

## Historisk
En af de tidligste fundne omtaler af frasen roofing-filter er i en offentlig artikel januar 1970 af B.M. Sosin og i en tidsskriftsartikel i 1971.